# Luciano Conti
Luciano Conti (Firenze, 8 maggio 1868 – Frascati, 27 agosto 1940) è stato un ingegnere italiano.

## Biografia
Nato a Firenze, era figlio di Enrico Conti e di Attilia Facchini. Dopo il diploma all'istituto tecnico nautico di Livorno, passò al Politecnico di Milano, dove si laureò in ingegneria industriale nel 1888.
Alla fine del secolo, dopo un primo breve impiego nel corpo tecnico erariale come ingegnere dei canali demaniali, lavorò all'ufficio tecnico del comune di Firenze, occupandosi di acquedotti. Abbandonato ben presto il secondo impiego, iniziò l'attività di libero professionista.
Dal 1897 al 1908, seguì il progetto di massima e l'esecuzione dell'acquedotto di Siena. In seguito, fece da consulente per l'acquedotto di Corfù e progettò quelli di Todi e di Grosseto. Nel 1913, iniziò l'attività universitaria presso la Regia Scuola degli Ingegneri di Padova, tenendo il corso di costruzioni idrauliche. Nel 1914, vinse un concorso per professore straordinario presso l'Università di Padova e venne posto a capo della sezione di costruzioni idrauliche dell'istituto idrotecnico di Stra, dove si distinse per i progetti d'impianti su base sperimentali e per la corposa produzione scientifica.
Durante la prima guerra mondiale, aveva conosciuto l'ingegnere Vincenzo Ferniani e, nell'agosto 1919, scrisse una lettera di presentazione al neo ingegnere Carlo Semenza per farlo assumere da Ferniani all'ufficio di Vittorio Veneto per la progettazione e la costruzione degli impianti idroelettrici Piave-Santa Croce della SADE.
Nel 1919, fu professore ordinario di costruzioni idrauliche presso l'università di Pisa e, dal 1922 al 1938, su invito di Mario Corbino, allora ministro della pubblica istruzione, alla Regia Scuola di Roma, dove presto diventò il punto di riferimento di un gruppo di promettenti ingegneri, come Guido di Ricco, Roberto Colosimo, Francesco Sensidoni, Filippo Arredi e Pietro Frosini. Nel biennio 1937-38, prima del collocamento a riposo per raggiunti limiti di età, fu direttore dell'istituto di idraulica della facoltà di ingegneria di Roma.
Essendosi dimostrato indifferente se non ostile al regime fascista, fu punito con l'esclusione da incarichi di una certa importanza e con il progressivo isolamento nell'ambiente universitario. Tuttavia, fu membro del Consiglio superiore di sanità e del Consiglio Nazionale delle Ricerche.
Morì a Frascati, Roma, il 27 agosto 1940, dopo una brevissima malattia.
Fra i suoi tanti allievi, si ricorda in particolare Filippo Arredi (1905-1989), anche lui poi docente di costruzioni idrauliche all'Università di Roma "La Sapienza".